# Seule (bande dessinée)
Pour les articles homonymes, voir Seule.
Seule est un album de bande dessinée franco-belge écrit par Denis Lapière, dessiné et mis en couleurs par Ricard Efa, publié le 4 janvier 2018 par les éditions Futuropolis.

## Synopsis
1936 en Espagne. Lola, âgée de 7 ans, a été confiée par sa mère, qui ne parvient plus à assurer sa subsistance, à ses grands-parents dans le village de Isona i Conca Dellà en Catalogne. En juillet, la guerre d'Espagne, guerre civile, éclate. Le village est bombardé par les avions franquistes, contraignant les habitants à l'exode. Décidée à rejoindre sa mère, Lola se lance dans un long périple, seule avec son baluchon.

## Historique
L'histoire est tirée des souvenirs d'enfance de la véritable Lola, aujourd'hui âgée de 83 ans, la grand-mère de l'épouse du dessinateur Ricard Efa, lequel a demandé au scénariste Denis Lapière, avec lequel il avait collaboré sur la série Alter ego, d'en tirer un scénario.

## Publication
- Édition originale : 72 pages, format 21,5 cm x 29 cm, Futuropolis, 2018 (DL 01/2018)  (ISBN 978-2-7548-2099-8)[2]

## Accueil critique
L'accueil critique a été très positif.
- Pour Laurent Turpin, de bdzoom, « Ricard Fernandez, alias Efa (puis Ricard Efa), illustre avec un graphisme aquarellé, dont l’expressivité et les teintes d’une beauté saisissante collent parfaitement aux sentiments exprimés par le point de vue enfantin, un récit pourtant réaliste et qui lui est très personnel (…) Avec « Seule », les deux auteurs réussissent à mettre en scène, avec finesse, un récit bouleversant illustrant avec réussite le décalage entre la vision candide d’un enfant et la réalité de la vie. »[3].
- Pour David Taugis, d'actuabd, « Tout en dévoilant les déchirements familiaux face aux choix imposés par l’exil, les auteurs offrent un saisissant portrait d’enfant têtue et téméraire, malgré les traumatismes, et malgré le doute. Sans forcément pointer les enjeux sociaux de ces enfances républicaines, comme dans Ermo ou l’Art de voler, le récit fait le lien entre les deuils de la guerre civile et la dureté de la vie d’après. Un précieux destin de femme à partager entre les générations. »[4].
- Pour Fredgri, de sceneario, « Un album où l'on retrouve la finesse d'écriture de Lapière, cette émotion qui ressort à chaque page, qui se devine derrière les regards de Lola, derrière ces textes efficaces et plein de justesse. On est pris par la tension qui nous englobe dès les premières pages, une tension qui est contrebalancée par la jeunesse et l'innocence de l'enfant, jeune héroïne emportée dans cette guerre qui ravage tout, qui voit les hommes s'entretuer sans merci ! Mais au-delà des mots, de ce scénario plein de subtilité, on est tout de suite fasciné par le graphisme de Richard Efa, cet artiste espagnol qui nous livre des planches d'une incroyable beauté, avec une mise en scène d'une très grande maîtrise ! On suit des yeux Lola qui se promène dans les bois, qui traine dans les rues du village, qui joue dans l'ombre d'un mur, c'est éblouissant, carrément ! Chaque planche est en parfaite harmonie avec les ambiances de Lapière. J'en reste encore tout chamboulé ! (…) Vous l'avez deviné, c'est un album très vivement conseillé, une étonnante surprise pour commencer l'année ! »[5].